# مكالمات الخدمة

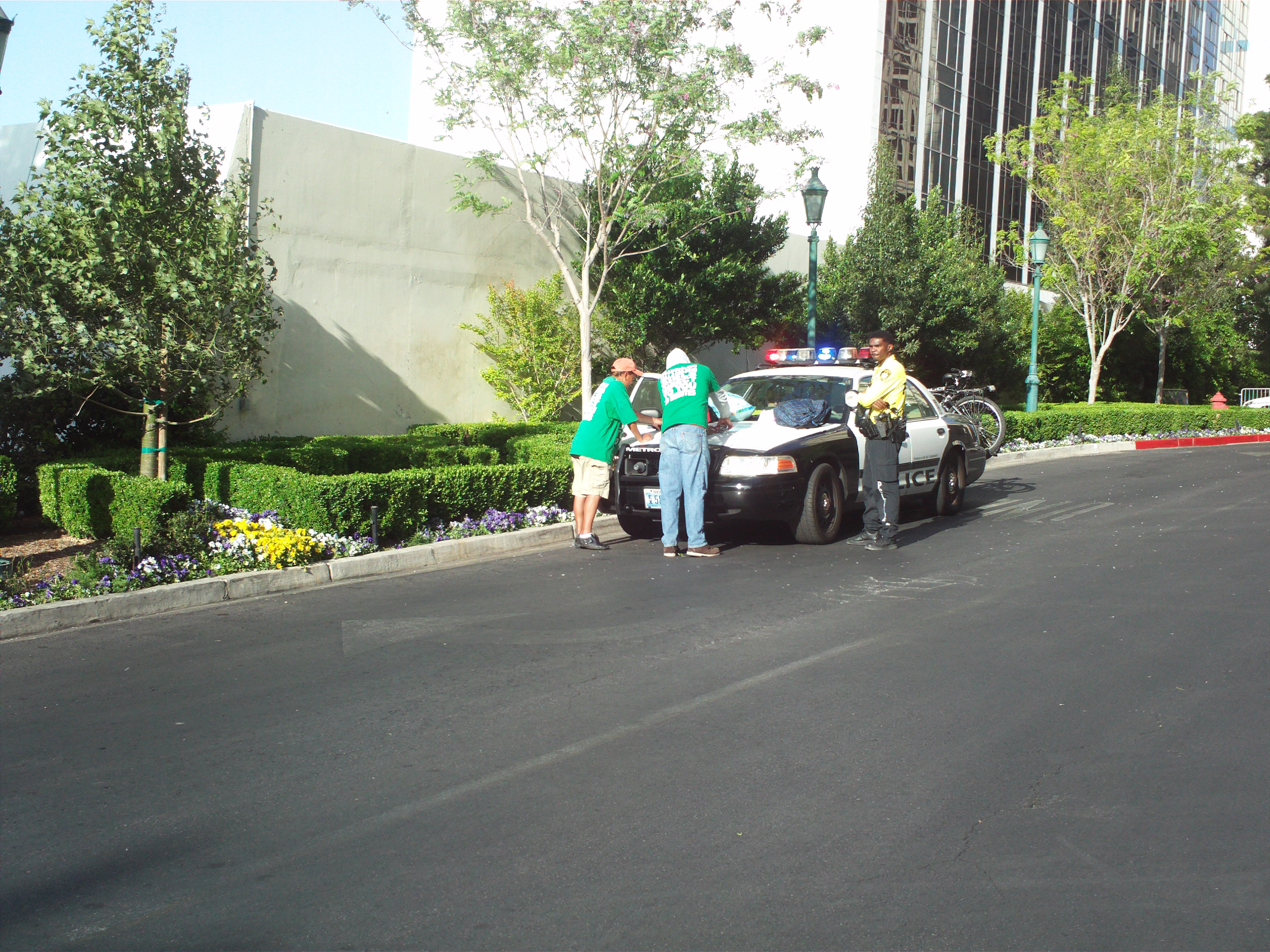
ضابط شرطة لاس فيغاس مع شخصين

مكالمات الخدمة (بالإنجليزية: Calls for service) تشير عادة إلى المهام التي توزع على أخصائيي السلامة العامة التي تتطلب وجودهم لحل موقف معين أو تصحيحه أو المساعدة فيه. حيث يقوم العامة بهذه المكالمات، التي يتم نقلها من خلال خدمة هاتف الطوارئ (مثل 9-1-1 في أمريكا و999 في المملكة المتحدة و000 في أستراليا و112 في جميع أنحاء أوروبا، أو ما شابه) وترسل إلى موظفي السلامة العامة من خلال المرسل عن طريق الراديو أو بعض أجهزة الاتصالات الأخرى. وبصفة عامة، ترتبط مكالمات الخدمة بمجالات مثل الشرطة وإدارة مكافحة الحرائق والخدمات الطبية الإسعافية.
ونظرًا لأنها ذات صلة بعمل الشرطة، فعند تلقي مكالمة للخدمة يتم بثها عبر موجات الراديو، وتوكيل ضابط يقوم بدوريته في هذا القطاع المعين أو المكان الذي جاء منه الاتصال. وبمجرد تكليفه، يجب أن يستجيب الضابط، وعليه أن يقوم بأي نوع من الردود على المرسل ليشير إلى أنه اتخذ الإجراء اللازم لـ «إنهاء» هذه المكالمة وإعداد دوريته للمكالمة التالية. وقد يتم التكليف بمكالمات خدمات متعددة مرة واحدة إلى العديد من قطاعات الدوريات، واعتمادًا على شدة أو إلحاح المكالمة، فقد يتم إسناد عدة مكالمات إلى ضابط واحد أو اثنين.
ومن المسميات التي تطلق على مكالمات الخدمات «وظيفة»، كما يشيع استخدامها في شرطة نيويورك. وإذا تم التكليف «بوظيفة»، فإن هذا يعني إسناد المهمة بحل الإشكالية الواردة في مكالمة الخدمة.